# Maxwell (métro de Singapour)
Pour les articles homonymes, voir Maxwell.
Maxwell est une station de métro à Singapour. Située sur la Thomson–East Coast line du métro de Singapour entre Outram Park et Shenton Way, elle est ouverte depuis le 13 novembre 2022.